# Steppach bei Augsburg
Steppach bei Augsburg (amtlich Steppach b.Augsburg) ist ein Pfarrdorf und Ortsteil der Stadt Neusäß im schwäbischen Landkreis Augsburg in Bayern (Deutschland). In der gleichnamigen Gemarkung liegt das Pfarrdorf und der östliche Teil des Dorfes Vogelsang. Der westliche Teil von Vogelsang gehört zum Gemeindegebiet Diedorf.

## Geschichte
Steppach wurde wahrscheinlich um das Jahr 1000 gegründet. 
Eine Besonderheit der Bevölkerungsentwicklung von Steppach war das Aufblühen einer jüdischen Gemeinde. Nach 1438 waren die Juden in der Reichsstadt Augsburg nicht mehr geduldet und fanden im Umland eine Existenzmöglichkeit. Sie waren hauptsächlich im Handel tätig, da sie zu Handwerk und Gewerbe nicht zugelassen waren. Von 1584 bis zum Ende des 19. Jahrhunderts war ein Viertel bis ein Drittel der Einwohner Steppachs jüdischen Glaubens. In der „Alten Reichsstraße“ gab es nicht nur mehrere „Kommunhäuser“ (entsprechend heutigen Eigentumswohnungen), sondern auch eine Synagoge und ein rituelles Tauchbad (Mikwe). Ab Mitte des 19. Jahrhunderts setzte eine stetige Abwanderung der jüdischen Bevölkerung ein, im Jahr 1910 war kein Jude mehr ansässig. 
Der Ortsmittelpunkt verschob sich im Laufe der Zeit von dem alten Dorfzentrum an der Alten Reichsstraße an die neue Ulmer Straße. Aufgrund einer Sanierungsmaßnahme wurde die Straße umgebaut und erhielt einen kleinen Platz, das sogenannte Steppacher Dreieck, an welches sich einige Geschäfte und Hochhäuser reihen.

### Ehemalige Gemeinde
Bis etwa 1960 war der Orts- und Gemeindename „Steppach“, also ohne den Zusatz „b.Augsburg“.
Die Gemarkung der ehemaligen Gemeinde war etwa 247 Hektar groß. Der Gemeindeteil Vogelsang erscheint erstmals in den Ergebnissen der Volkszählung von 1950, als der Ortsteilname noch nicht amtlich vergeben war. Am 1. Mai 1978 verlor die Gemeinde im Zuge der Gebietsreform in Bayern ihre Eigenständigkeit und wurde nach Neusäß eingemeindet.

### Einwohnerentwicklung
|       | Pfarrdorf       | Gemeinde       |
| ----- | --------------- | -------------- |
| 1840: |                 | 0589 Einwohner |
| 1861: | 00535 Einwohner | 0535 Einwohner |
| 1867: |                 | 0538 Einwohner |
| 1871: | 00532 Einwohner | 0532 Einwohner |
| 1875: | 00568 Einwohner | 0568 Einwohner |
| 1885: | 00596 Einwohner | 0596 Einwohner |
| 1900: | 00604 Einwohner | 0604 Einwohner |
| 1925: | 00719 Einwohner | 0719 Einwohner |
| 1950: | 01664 Einwohner | 1818 Einwohner |
| 1961: | 01812 Einwohner | 2053 Einwohner |
| 1970: | 02613 Einwohner | 2815 Einwohner |
| 1987: | 03320 Einwohner |                |

## Religion
Im Jahr 1150 gibt es die älteste urkundliche Erwähnung einer Kirche in Steppach, die etwa zur gleichen Zeit an das Kollegiatstift St. Moritz in Augsburg gelangte. Die Kirche wurde im Jahr 1431 dorthin inkorporiert. Die Kirche St. Gallus wurde, nachdem sie 1623 einstürzte, 1626 neu erbaut und geweiht. Eine selbständige katholische Pfarrei in Steppach entstand im Jahr 1753. 1866 wurde die Pfarrkirche St. Gallus um eine Fensterachse erweitert, um der wachsenden Gemeinde Platz zu geben.
Die Synagoge in Steppach wurde um 1700 erbaut und 1753 erweitert. Als die jüdische Gemeinde Steppachs im Jahr 1873 an die Kultusgemeinde Augsburg angegliedert wurde, wurde dieses Gotteshaus nicht mehr genutzt. Es wurde verkauft und vermutlich noch Ende des 19. Jahrhunderts abgebrochen.
1981 wurde die katholische Pfarrkirche Sankt Raphael erbaut und 1983 geweiht. Die Pfarrei St. Raphael in Steppach gehört zum Dekanat Augsburg-Land im Bistum Augsburg.

## Sehenswürdigkeiten
Bei Steppach befindet sich der Augsburger Bismarckturm, und eine Galluskirche.

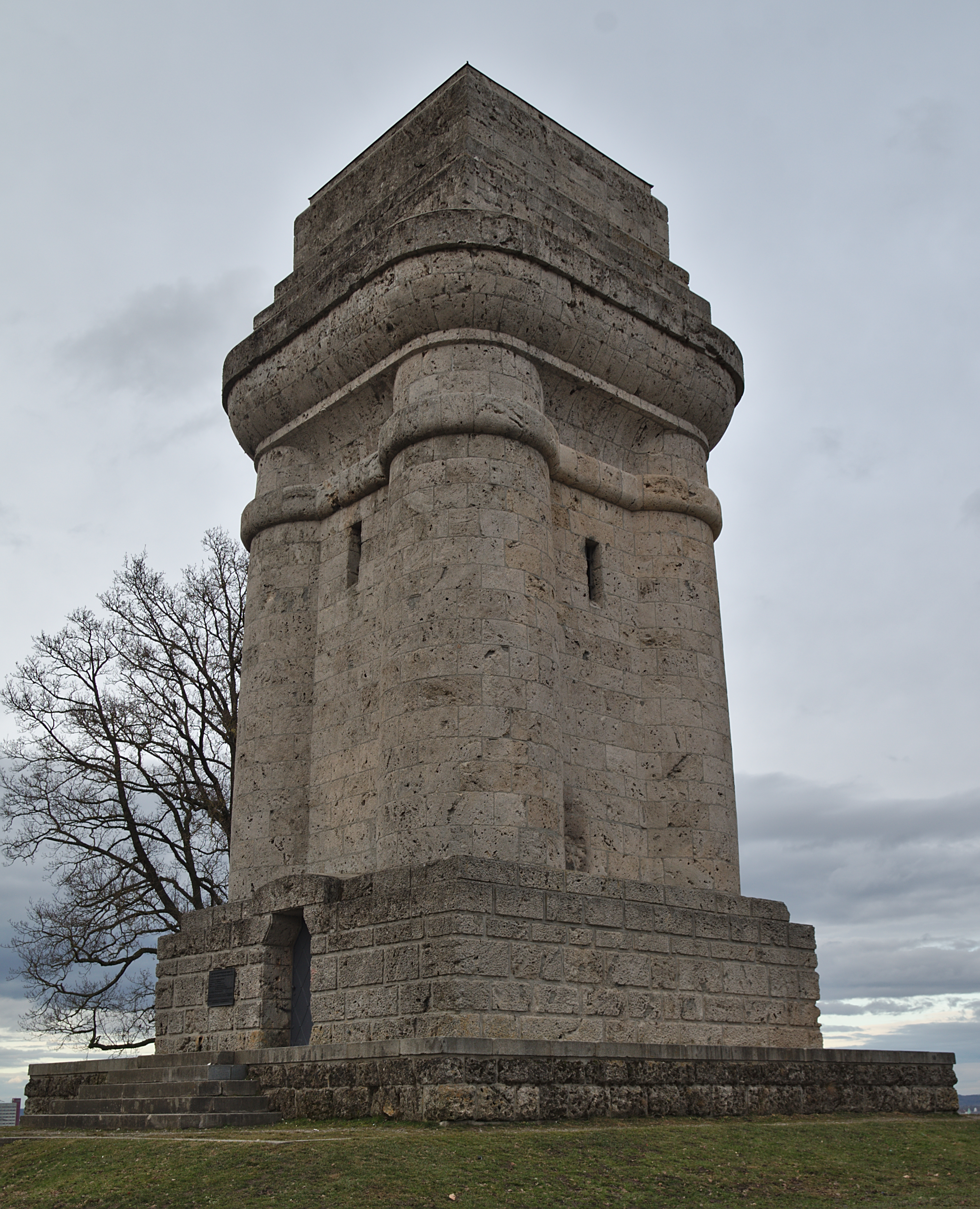
Der Bismarckturm
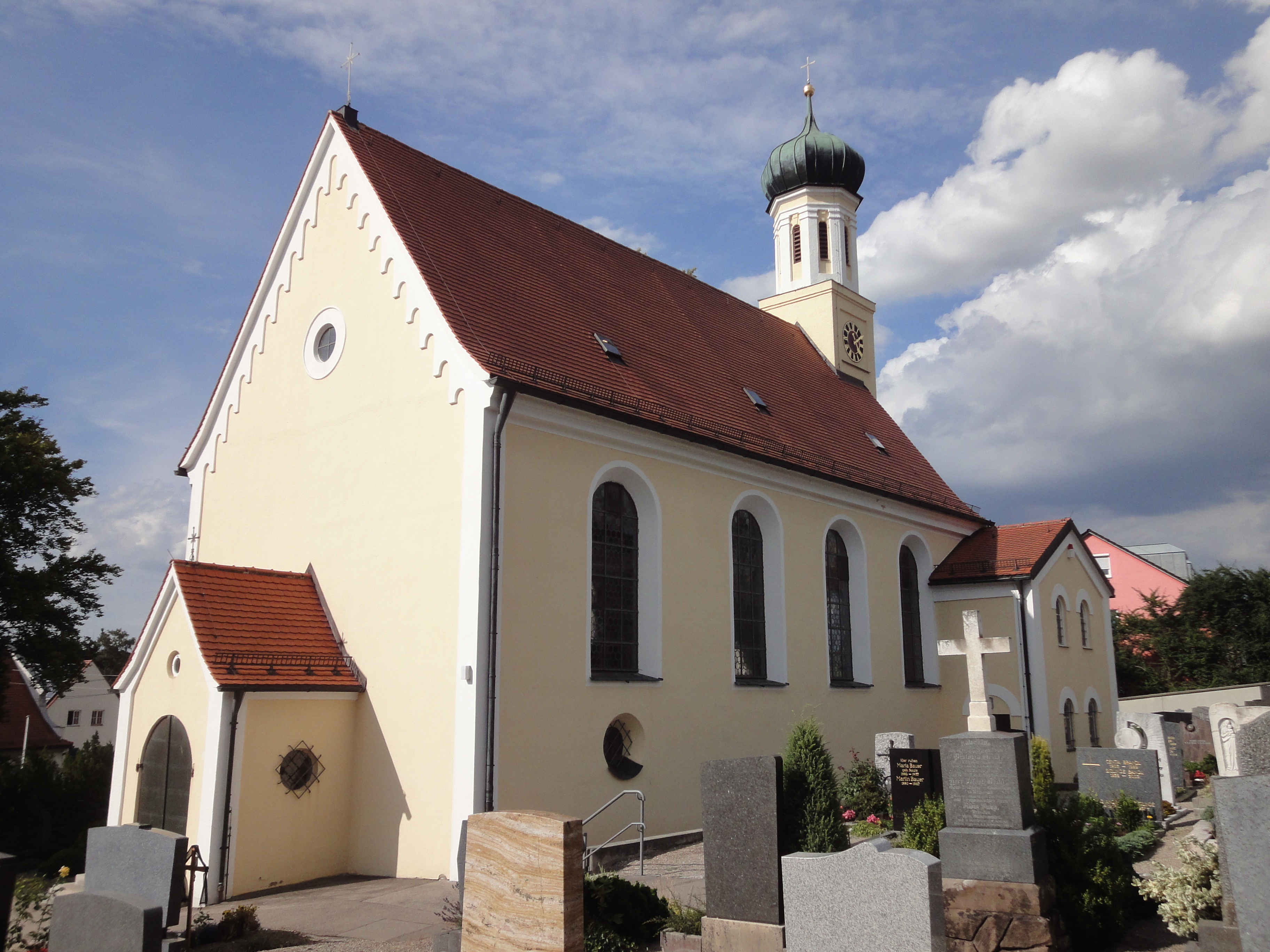
Die Pfarrkirche St. Gallus

## Persönlichkeiten
- Albrecht Gerstle (* 1842 in Steppach; † 1921 in Memmingen), Bankier und Vorstand der Jüdischen Gemeinde in Memmingen